# 쇠황조롱이
쇠황조롱이는 매목 매과의 새이며 대한민국에서는 보기 드문 겨울철새이다. 수컷은 몸 윗면이 청회색이며 꼬리 끝에 검은색 띠가 있다. 암컷은 몸 윗면이 갈색이며 꼬리에는 어두운 갈색을 띠는 여러 개의 띠가 있다.